# (10993) 1975 XF
1975 أكس أف (ويعرف أيضًا باسم (10993) 1975 أكس أف وفق تسمية الكوكب الصغير) (بالإنجليزية: 1975 XF)‏ هو كويكب ضمن حزام الكويكبات؛ وترتيبه 10993 من حيث الاكتشاف.
اكتُشف هذا الجُرم الفلكي بواسطة Sergio Barros ‏ في 1 ديسمبر 1975.

## وصلات خارجية
- (10993) 1975 XF في قاعدة بيانات مختبر الدفع النفاث لأجرام النظام الشمسي الصغيرة

- الاكتشاف · مخطط المدار ·  العناصر المدارية · المعلمات المادية

- (10993) 1975 XF على موقع ويكي سكاي: DSS2, SDSS, GALEX, IRAS, Hydrogen α, X-Ray, Astrophoto, Sky Map, Articles and images